# Rada Miasta Gdańska (2010–2014)

## PrezydiumRady Miasta GdańskaVI kadencji (2010–2014)[2]
- Przewodniczący
  - Bogdan Oleszek (Platforma Obywatelska)
- Wiceprzewodniczący
  - Agnieszka Owczarczak (PO)
  - Jarosław Gorecki (PO)
  - Jacek Teodorczyk (Prawo i Sprawiedliwość)

## Działalność Rady Miasta VI kadencji
Sesja inauguracyjna Rady odbyła się 2 grudnia 2010, a ostatnia 30 października 2014.
W trakcie VI kadencji funkcjonowały kluby radnych: PO oraz PiSu.

## Kluby Radnych[5](stan na koniec kadencji)
- Platforma Obywatelska

1. Wojciech Błaszkowski
2. Piotr Borawski
3. Marek Bumblis
4. Małgorzata Chmiel
5. Paweł Czerniewski – wiceprzewodniczący klubu
6. Aleksandra Dulkiewicz – wiceprzewodnicząca klubu
7. Beata Dunajewska-Daszczyńska
8. Piotr Dzik
9. Żaneta Geryk
10. Jarosław Gorecki
11. Piotr Grzelak
12. Lech Kaźmierczyk
13. Maciej Krupa – przewodniczący klubu
14. Halina Leman
15. Maria Małkowska
16. Patrycja Mlejnek-Gałęza
17. Szymon Moś – sekretarz klubu
18. Adam  Nieroda
19. Bogdan Oleszek
20. Agnieszka Owczarczak
21. Przemysław Ryś
22. Piotr Skiba
23. Marcin Skwierawski
24. Dariusz Słodkowski
25. Beata Wierzba
26. Mirosław Zdanowicz

- Prawo i Sprawiedliwość

1. Jaromir Falandysz
2. Piotr Gierszewski – wiceprzewodniczący klubu
3. Wiesław Kamiński
4. Kazimierz Koralewski – wiceprzewodniczący klubu
5. Grzegorz Strzelczyk – przewodniczący klubu
6. Jacek Teodorczyk
7. Krzysztof Wiecki

- Radna niezrzeszona

1. Jolanta Banach

## Radni z podziałem na okręgi wyborcze[6]
- Okręg nr 1 (Brzeźno, Nowy Port, Letnica, Przeróbka, Stogi, Krakowiec-Górki Zachodnie, Wyspa Sobieszewska, Rudniki, Olszynka, Orunia-Św. Wojciech-Lipce)

1. Beata Dunajewska-Daszczyńska (PO)
2. Jaromir Falandysz (PiS)
3. Lech Kaźmierczyk (PO)
4. Marcin Skwierawski (PO)
5. Dariusz Słodkowski (PO)
6. Krzysztof  Wiecki (PiS)

- Okręg nr 2 (Śródmieście, Chełm, Ujeścisko-Łostowice, Jasień, Wzgórze Mickiewicza)

1. Jolanta Banach (bez klubu)
2. Marek Bumblis (PO)
3. Aleksandra Dulkiewicz (PO)
4. Piotr  Grzelak (PO)
5. Kazimierz Koralewski (PiS)
6. Adam Nieroda (PO)
7. Bogdan Oleszek (PO)
8. Beata Wierzba (PO)

- Okręg nr 3 (Siedlce, Suchanino, Piecki-Migowo, Brętowo, Kokoszki, Matarnia)

1. Paweł Czerniewski (PO)
2. Piotr Dzik (PO)
3. Piotr Gierszewski (PiS)
4. Maria Małkowska (PO)
5. Patrycja Mlejnek-Gałęza (PO)

- Okręg nr 4 (Wrzeszcz Dolny, Wrzeszcz Górny, Strzyża, Aniołki)

1. Wojciech Błaszkowski (PO)
2. Wiesław  Kamiński (PiS)
3. Maciej Krupa (PO)
4. Halina Leman (PO)
5. Mirosław Zdanowicz (PO)

- Okręg nr 5 (Zaspa-Młyniec, Zaspa-Rozstaje, Przymorze Wielkie)

1. Szymon Moś (PO)
2. Agnieszka Owczarczak (PO)
3. Przemysław Ryś (PO)
4. Piotr Skiba (PO)
5. Grzegorz Strzelczyk (PiS)

- Okręg nr 6 (Żabianka-Wejhera-Jelitkowo-Tysiąclecia, Oliwa, Osowa, VII Dwór, Przymorze Małe)

1. Piotr Borawski (PO)
2. Małgorzata Chmiel (PO)
3. Żaneta Geryk (PO)
4. Jarosław Gorecki (PO)
5. Jacek Teodorczyk (PiS)

## Radni, którzy zrzekli się mandatu w trakcie kadencji
1. Paweł Adamowicz (PO)[a]

## Radni, którzy objęli mandat w trakcie kadencji
1. Adam Nieroda (PO)[b][7]